# Carlo Ludovico I di Hohenlohe-Langenburg
Carlo Ludovico I di Hohenlohe-Langenburg (Langenburg, 10 settembre 1762 – Langenburg, 4 aprile 1825) fu il terzo principe di Hohenlohe-Langenburg. Carlo Ludovico era figlio primogenito del principe Cristiano Alberto di Hohenlohe-Langenburg e della principessa Carolina di Stolberg-Gedern.
Fu un musicista appassionato.
Dal 1815 al 1825, il principe Carlo Ludovico detenne un seggio all'Assemblea degli Stati e dal 1820 la Prima Camera degli Stati rioganizzati, ma dopo il 1819 si lasciò rappresentare da suo figlio Ernesto.

## Matrimonio e figli
Il 30 gennaio 1789 sposò nel Castello di Kliczków la Contessa Amalia Enrichetta di Solms-Baruth (1768–1847), figlia del Conte Giovanni Cristiano II di Solms-Baruth.
Da questa unione nacquero tredici figli:
- Principessa Luisa di Hohenlohe-Langenburg
- Principessa Elisabetta di Hohenlohe-Langenburg; sposò Vittorio Amedeo, Langravio d'Assia-Rotenburg, Duca di Ratibór
- Principessa Costanza di Hohenlohe-Langenburg; sposò Francesco Giuseppe, 5º principe di Hohenlohe-Schillingsfürst
- Principessa Emilia di Hohenlohe-Langenburg; sposò il Conte Federico Ludovico di Castell-Castell
- Principe Ernesto di Hohenlohe-Langenburg (1794–1860); sposò nel 1828 la Principessa Feodora di Leiningen (1807-1872)
- Principe Federico di Hohenlohe-Langenburg
- Principessa Maria Enrichetta di Hohenlohe-Langenburg
- Principessa Luisa di Hohenlohe-Langenburg; sposò il Principe Adolfo di Hohenlohe-Ingelfingen
- Principessa Giovanna di Hohenlohe-Langenburg; sposò il Conte Emilio Cristiano di Erbach-Schönberg
- Principessa Maria Agnese di Hohenlohe-Langenburg; sposò Costantino, Principe Ereditario di Löwenstein-Wertheim-Rosenberg
- Principe Enrico Gustavo di Hohenlohe-Langenburg
- Principessa Elena di Hohenlohe-Langenburg; sposò il Duca Eugenio di Württemberg
- Principe Enrico di Hohenlohe-Langenburg

I matrimoni dei suoi figli e nipoti lo rendono un antenato di alcune delle più importanti casate nobili d'Europa.
- Giovanni Adamo II, Principe del Liechtenstein è il bisnipote dell'Infanta Maria Teresa del Portogallo, la cui madre, Adelaide di Löwenstein-Wertheim-Rosenberg, era la nipote di Carlo Ludovico.
- il Granduca Henri di Lussemburgo è anche un discendente di Adelaide di Löwenstein-Wertheim-Rosenberg attraverso la figlia, l'Infanta Maria Anna del Portogallo.
- Alberto II del Belgio è anche un discendente di Adelaide di Löwenstein-Wertheim-Rosenberg attraverso la figlia, l'Infanta Maria José del Portogallo, madre di Elisabetta di Baviera, Regina del Belgio nonna paterna di Alberto II.
- la Regina Sofia di Spagna e Costantino II di Grecia sono figli di Federica di Hannover, la cui nonna, Augusta Vittoria di Schleswig-Holstein, era una nipote del figlio di Carlo Ludovico, Ernesto I, Principe di Hohenlohe-Langenburg.
- Re Carlo XVI Gustavo di Svezia è un figlio di Sibilla di Sassonia-Coburgo e Gotha, la bis-bisnipote del figlio di Carlo Ludovico, Ernesto I.
- la Regina Beatrice dei Paesi Bassi è una figlia di Bernhard van Lippe-Biesterfeld, un bis-bisnipote della figlia di Carlo Ludovico, Emilia.

## Ascendenza
|                                                         |                                                |                                                         | Genitori                                                         |  |  | Nonni |  |  | Bisnonni                                            |  |  | Trisnonni                                             |  |
|                                                         |                                                |                                                         |                                                                  |  |  |       |  |  | 8. Albrecht Wolfgang, conte di Hohenlohe-Langenburg |  |  | 16. Heinrich Friedrich, conte di Hohenlohe-Langenburg |  |
|                                                         |                                                |                                                         |                                                                  |  |  |       |  |  | 8. Albrecht Wolfgang, conte di Hohenlohe-Langenburg |  |  | 16. Heinrich Friedrich, conte di Hohenlohe-Langenburg |  |
|                                                         |                                                | 17. Juliana Dorothea zu Castell-Remlingen               |                                                                  |  |  |       |  |  | 8. Albrecht Wolfgang, conte di Hohenlohe-Langenburg |  |  |                                                       |  |
| 4. Ludwig, principe di Hohenlohe-Langenburg             |                                                |                                                         |                                                                  |  |  |       |  |  | 8. Albrecht Wolfgang, conte di Hohenlohe-Langenburg |  |  |                                                       |  |
|                                                         |                                                | 9. Sophia Amalia von Nassau-Saarbrücken                 | 18. Gustav Adolf, conte di Nassau-Saarbrücken                    |  |  |       |  |  |                                                     |  |  |                                                       |  |
|                                                         |                                                | 9. Sophia Amalia von Nassau-Saarbrücken                 | 18. Gustav Adolf, conte di Nassau-Saarbrücken                    |  |  |       |  |  |                                                     |  |  |                                                       |  |
|                                                         |                                                | 9. Sophia Amalia von Nassau-Saarbrücken                 | 19. Eleonore Klara von Hohenlohe-Neuenstein                      |  |  |       |  |  |                                                     |  |  |                                                       |  |
| 2. Christian Albrecht, principe di Hohenlohe-Langenburg |                                                | 9. Sophia Amalia von Nassau-Saarbrücken                 |                                                                  |  |  |       |  |  |                                                     |  |  |                                                       |  |
|                                                         |                                                | 10. Ludwig Kraft, conte di Nassau-Saarbrücken           | 20. Gustav Adolf, conte di Nassau-Saarbrücken (= 18)             |  |  |       |  |  |                                                     |  |  |                                                       |  |
|                                                         |                                                | 10. Ludwig Kraft, conte di Nassau-Saarbrücken           | 20. Gustav Adolf, conte di Nassau-Saarbrücken (= 18)             |  |  |       |  |  |                                                     |  |  |                                                       |  |
|                                                         |                                                | 10. Ludwig Kraft, conte di Nassau-Saarbrücken           | 21. Eleonora Clara zu Hohenlohe-Neuenstein (= 19)                |  |  |       |  |  |                                                     |  |  |                                                       |  |
| 5. Eleonore von Nassau-Saarbrücken                      |                                                | 10. Ludwig Kraft, conte di Nassau-Saarbrücken           |                                                                  |  |  |       |  |  |                                                     |  |  |                                                       |  |
|                                                         |                                                | 11. Philippine Henriette zu Hohenlohe-Langenburg        | 22. Heinrich Friedrich, conte di Hohenlohe-Langenburg (= 16)     |  |  |       |  |  |                                                     |  |  |                                                       |  |
|                                                         |                                                | 11. Philippine Henriette zu Hohenlohe-Langenburg        | 22. Heinrich Friedrich, conte di Hohenlohe-Langenburg (= 16)     |  |  |       |  |  |                                                     |  |  |                                                       |  |
|                                                         |                                                | 11. Philippine Henriette zu Hohenlohe-Langenburg        | 23. Juliane Dorothea zu Castell-Remlingen (= 17)                 |  |  |       |  |  |                                                     |  |  |                                                       |  |
| 1. Karl Ludwig, principe di Hohenlohe-Langenburg        |                                                | 11. Philippine Henriette zu Hohenlohe-Langenburg        |                                                                  |  |  |       |  |  |                                                     |  |  |                                                       |  |
|                                                         | 12. Ludwig Christian, conte di Stolberg-Gedern | 24. Heinrich Ernst, conte di Stolberg-Wernigerode       |                                                                  |  |  |       |  |  |                                                     |  |  |                                                       |  |
|                                                         | 12. Ludwig Christian, conte di Stolberg-Gedern | 24. Heinrich Ernst, conte di Stolberg-Wernigerode       |                                                                  |  |  |       |  |  |                                                     |  |  |                                                       |  |
|                                                         | 12. Ludwig Christian, conte di Stolberg-Gedern | 25. Anna Elisabeth zu Stolberg-Wernigerode              |                                                                  |  |  |       |  |  |                                                     |  |  |                                                       |  |
| 6. Friedrich Carl, conte di Stolberg-Gedern             | 12. Ludwig Christian, conte di Stolberg-Gedern |                                                         |                                                                  |  |  |       |  |  |                                                     |  |  |                                                       |  |
|                                                         |                                                | 13. Christine von Mecklenburg-Güstrow                   | 26. Gustav Adolf, duca di Meclemburgo-Güstrow                    |  |  |       |  |  |                                                     |  |  |                                                       |  |
|                                                         |                                                | 13. Christine von Mecklenburg-Güstrow                   | 26. Gustav Adolf, duca di Meclemburgo-Güstrow                    |  |  |       |  |  |                                                     |  |  |                                                       |  |
|                                                         |                                                | 13. Christine von Mecklenburg-Güstrow                   | 27. Magdalena Sibylla von Schleswig-Holstein-Gottorf             |  |  |       |  |  |                                                     |  |  |                                                       |  |
| 3. Caroline zu Stolberg-Gedern                          |                                                | 13. Christine von Mecklenburg-Güstrow                   |                                                                  |  |  |       |  |  |                                                     |  |  |                                                       |  |
|                                                         |                                                | 14. Ludwig Kraft, conte di Nassau-Saarbrücken (= 10)    | 28. Gustav Adolf, conte di Nassau-Saarbrücken (= 18, 20)         |  |  |       |  |  |                                                     |  |  |                                                       |  |
|                                                         |                                                | 14. Ludwig Kraft, conte di Nassau-Saarbrücken (= 10)    | 28. Gustav Adolf, conte di Nassau-Saarbrücken (= 18, 20)         |  |  |       |  |  |                                                     |  |  |                                                       |  |
|                                                         |                                                | 14. Ludwig Kraft, conte di Nassau-Saarbrücken (= 10)    | 29. Eleonora Clara zu Hohenlohe-Neuenstein (= 19, 21)            |  |  |       |  |  |                                                     |  |  |                                                       |  |
| 7. Luise von Nassau-Saarbrücken                         |                                                | 14. Ludwig Kraft, conte di Nassau-Saarbrücken (= 10)    |                                                                  |  |  |       |  |  |                                                     |  |  |                                                       |  |
|                                                         |                                                | 15. Philippine Henriette zu Hohenlohe-Langenburg (= 11) | 30. Heinrich Friedrich, conte di Hohenlohe-Langenburg (= 16, 22) |  |  |       |  |  |                                                     |  |  |                                                       |  |
|                                                         |                                                | 15. Philippine Henriette zu Hohenlohe-Langenburg (= 11) | 30. Heinrich Friedrich, conte di Hohenlohe-Langenburg (= 16, 22) |  |  |       |  |  |                                                     |  |  |                                                       |  |
|                                                         |                                                | 15. Philippine Henriette zu Hohenlohe-Langenburg (= 11) | 31. Juliane Dorothea zu Castell-Remlingen (= 17, 23)             |  |  |       |  |  |                                                     |  |  |                                                       |  |
|                                                         |                                                | 15. Philippine Henriette zu Hohenlohe-Langenburg (= 11) |                                                                  |  |  |       |  |  |                                                     |  |  |                                                       |  |

## Fonti
- Franz Josef Fürst zu Hohenlohe-Schillingsfürst: Monarchen – Edelleute – Bürger. Die Nachkommen des Fürsten Carl Ludwig zu Hohenlohe-Langenburg 1762–1825, 2nd edition, Degener & Co., Neustadt a. d. Aisch, 1963 (Bibliothek familiengeschichtlicher Arbeiten, vol. 13)

(DE)